# Alexandre Desgoffe
Alexandre Desgoffe (Parigi, 6 marzo 1805 – Parigi, 25 luglio 1882) è stato un pittore francese, esponente della scuola di Barbizon.
Era lo zio del pittore Blaise Alexandre Desgoffe (1830-1901).

## Biografia
Dapprima Alexandre Desgoffe fu uno studente di Louis Étienne Watelet e di Charles Rémond nel 1826, prima di entrare nello studio di Ingres, nel 1828. Desgoffe aiutò spesso il maestro per i dettagli di alcuni dei suoi quadri, come la vegetazione nella tela Venere a Pafos e il paesaggio dell'Età dell'oro. Fu un pittore di paesagg e fu uno dei primi che si recò a dipingere sul posto a Barbizon, prima del 1830.
Debuttò al Salone del 1834. Ricevette una medaglia di terza classe nel 1842, una di seconda classe nel 1843, una di prima classe nel 1845, una di seconda classe nel 1848, una di prima classe nel 1857 e venne nominato cavaliere della Legione d'onore il 16 agosto dello stesso. Egli riportò in Francia molti studi dei suoi soggiorni e dei suoi viaggi in Italia, avvenuti l'uno tra il 1834 e il 1837 e l'altro tra il 1839 e il 1842.
In qualità di pittore di decorazioni, partecipò alla decorazione del municipio di Parigi, della biblioteca di Santa Genoveffa, della biblioteca nazionale di Francia e delle cappelle battesimali della chiesa di San Pietro del Gros-Caillou e la chiesa di San Nicola di Chardonnet a Parigi.
Sua figlia, Aline, sposò il pittore Paul Flandrin nel 1852. Alexandre Desgoffe è sepolto a Parigi, nel cimitero di Père-Lachaise (divisione n. 57).

## Opere nelle collezioni pubbliche

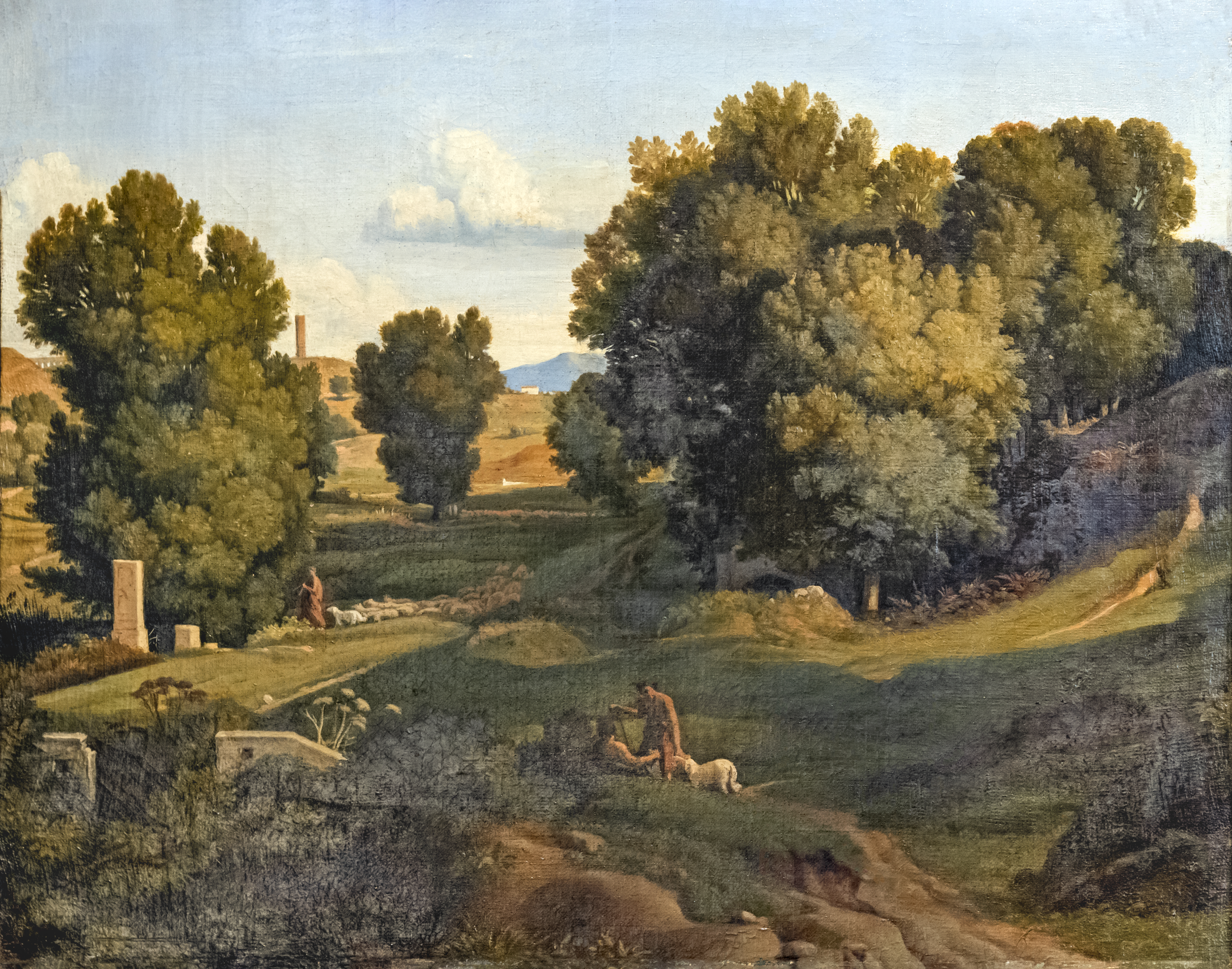
Vue de la vallée d'Égérie, 1840

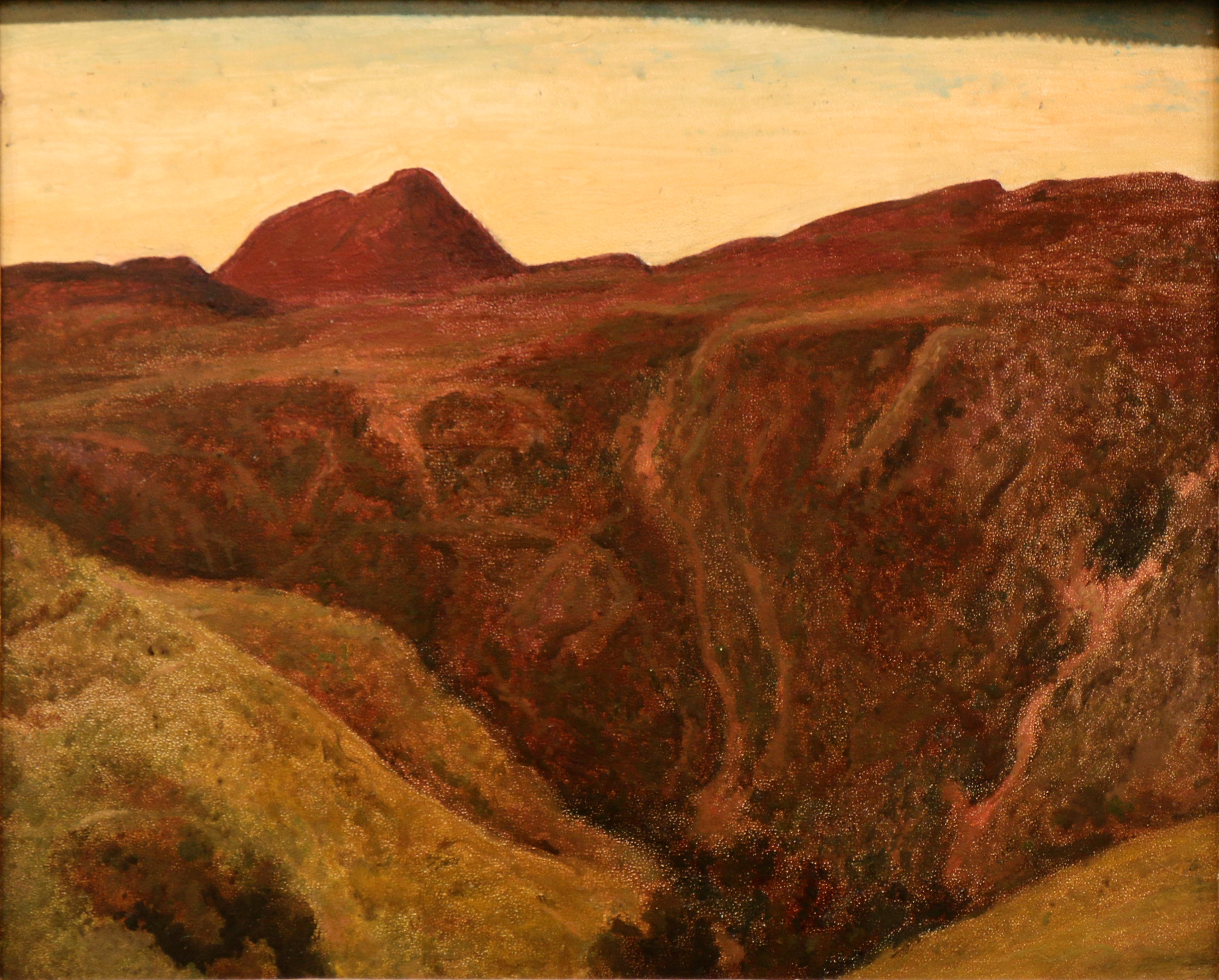
Le Puy de Dôme de Boisséjour

- Digione, museo delle belle arti: Vision de Sainte Marguerite, olio su tela, 85 × 208 cm.
- Montauban, museo Ingres Bourdelle:
  - Vue de la vallée d'Égérie, olio su tela;
  - Le Spasimo ;
  - La Villa Madame à Rome, olio su tela.[7]
- Parigi, Palais de la Légion d'honneur : La maison d'éducation des Loges, olio su tela.
- Tolone, museo d'arte: Le Puy de Dôme de Boisséjour.

## Opere esposte ai Saloni

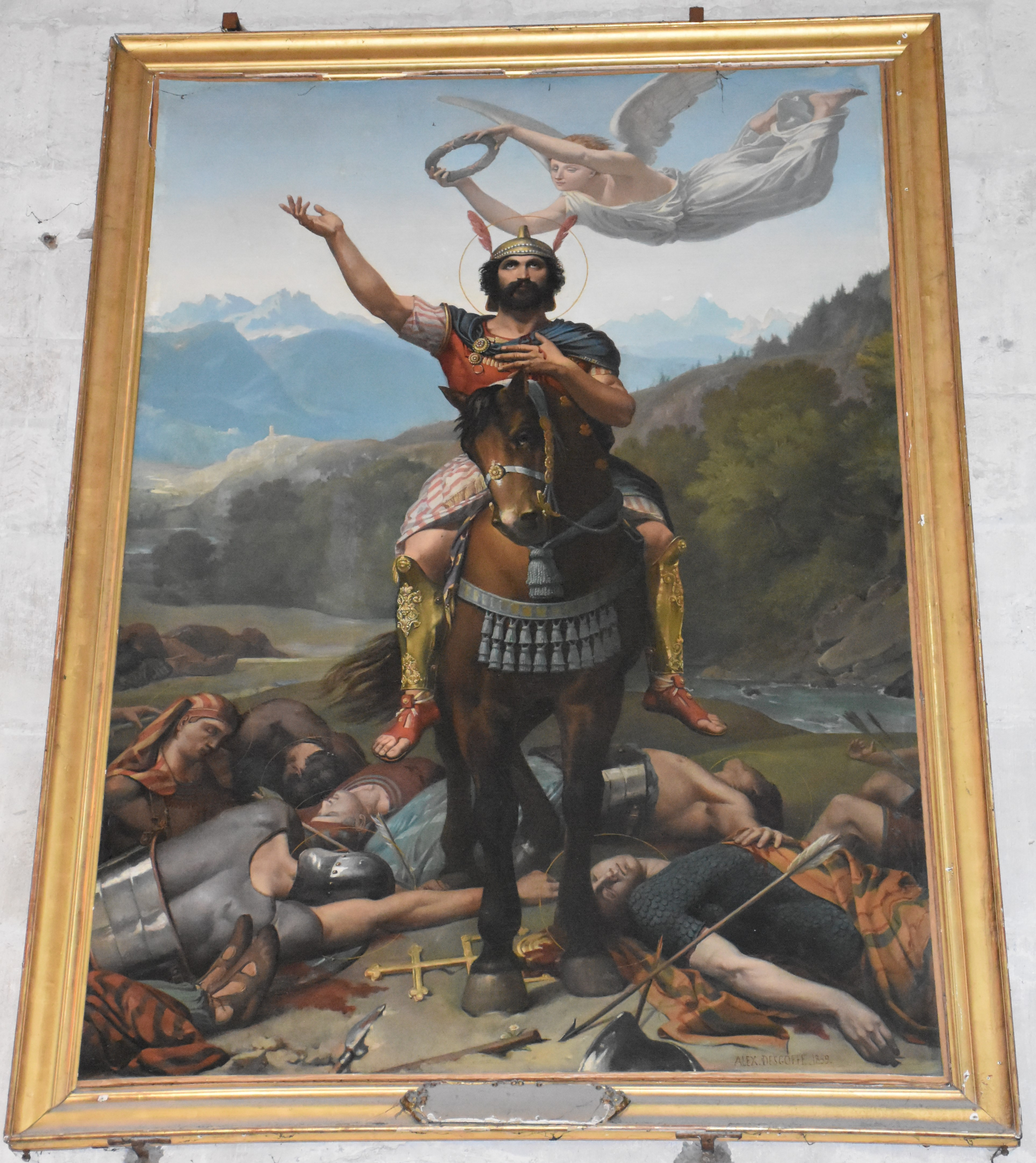
Martyre de saint Maurice et de ses compagnons, 1840

- Un site près d'Arbonne, étude d'après nature, Salone del 1834.
- Argus gardant la vache Io, paysage historique, Hercule combattant le lion de Némée, paysage historique, Salone del 1838.
- Paysages de la campagne de Rome et de la campagne de Naples, Salone del 1839.
- Campagne de Rome, Salone del 1840.
- Vue de la vallée de la nymphe Égérie, près de Rome, Salone del 1842.
- Campagne de Rome, Salone del 1843.
- Le Cyclope, paysage, Salone del 1843 (musée de Lyon).
- Narcisse à la fontaine, Salone del 1844 (musée de Semur).
- Campagne de Rome, Salone del 1844.
- Sainte Marguerite, paysage, Salone del 18445 (chiesa di San Pietro a Digione).
- Paysages, campagne de Rome, Salone del 1845.
- Les Baigneuses, paysage, Salone del 1846.
- Campagne de Rome, Salone del 1846.
- Argus, paysage, Salone del 1847.
- Vue de la vallée d'Égérie, Salone del 1840, olio su tela, Museo Ingres Bourdelle, Montauban.
- Oreste tourmenté par les Euménides, Salone del 1848.
- Paysages, Salone del 1848.
- Saint François Xavier, Salone del 1848.
- Les Joueurs de palet, paysage, Salone del 1849, riesposto nel 1855.
- Les Baigneuses, Salone del 1849.
- Vue prise aux environs d'Hyères, Salone del 1850.
- Vue prise à Provins, Salone del 1849.
- Vue de la ville haute, à Provins, Salone del 1849.
- Lac d'Albano, environs de Rome, Salone del 1851.
- Vue de Saint-Pierre-de-Rome, prise du côté de Porta Angelica, Salone del 1851.
- Jésus guérissant les aveugles de Jéricho, Salone del 1851.
- Le Soir, paysage, Salone del 1852.
- Une allée de parc, Salone del 1852.
- Oreste en Tauride, Salone del 1853.
- Une prairie, Salone del 1853.
- La Méditation, paysage, Salone del 1855.
- Le Repos, souvenir de Montmorency, Salone del 1855.
- Le Christ au jardin des Oliviers, Salone del 1857.
- Les Fureurs d'Oreste, Salone del 1857, riesposto nel 1867.
- L'Écueil, paysage,[8] Salone del 1857.
- Le Sommeil d'Oreste, paysage, Salone del 1857.
- Souvenir de Montmorency, Salone del 1857.
- Campagne de Rome, Salone del 1857.
- Martyre de saint Maurice et de ses compagnons, Salone del 1859, cattedrale di San Maurizio a Vienne.
- Environs de Naples, Salone del 1859.
- Souvenir de Montmorency, Salone del 1859.
- Les Bois de Fleury, Salone del 1859.
- Joseph vendu par ses frères, paysage, Salone del 1861.
- Danse de faunes, paysage, Salone del 1861.
- Sources du Durtin, Salone del 1861.
- Un chemin à Montmorency, Salone del 1861.
- Environs de Saint-Valéry ; Somme, Salone del 1861.
- Paysage dans la Haute-Loire, Salone del 1861.
- Résurrection de N.-S. Jésus-Christ Salone del 1863.
- Souvenir de Naples, paysage, Salone del 1863.
- Le Golfe de Naples, Esposizione universale del 1867.
- Un site près d'Antibes, Salone del 1868.